# Potentilla virgata
Potentilla virgata är en rosväxtart som beskrevs av Johann Georg Christian Lehmann. Potentilla virgata ingår i Fingerörtssläktet som ingår i familjen rosväxter. Utöver nominatformen finns också underarten P. v. pinnatifida.